# Planta del Pie
Planta del Pie är en ort i Mexiko.   Den ligger i kommunen Chiconquiaco och delstaten Veracruz, i den sydöstra delen av landet, 250 km öster om huvudstaden Mexico City. Planta del Pie ligger 2 072 meter över havet och antalet invånare är 290.
Terrängen runt Planta del Pie är bergig åt nordost, men åt sydväst är den kuperad. Planta del Pie ligger uppe på en höjd. Runt Planta del Pie är det ganska tätbefolkat, med 100 invånare per kvadratkilometer. Närmaste större samhälle är Naolinco de Victoria, 13,3 km sydväst om Planta del Pie. I omgivningarna runt Planta del Pie växer huvudsakligen savannskog.